# Siamesische Speikobra
Die Siamesische Speikobra (Naja siamensis) zählt innerhalb der Familie der Giftnattern zur Gattung der Echten Kobras (Naja). Synonyme sind Siamkobra, Indonesische Speikobra, Indochinesische Speikobra und Schwarzweiße Kobra. Im Englischen wird die Art als Indochinese Spitting Cobra oder Black and white (Spitting) Cobra bezeichnet. Naja siamensis ist im Anhang B der EU-Artenschutzverordnung gelistet, die Haltung in Gefangenschaft ist demnach meldepflichtig.

## Merkmale

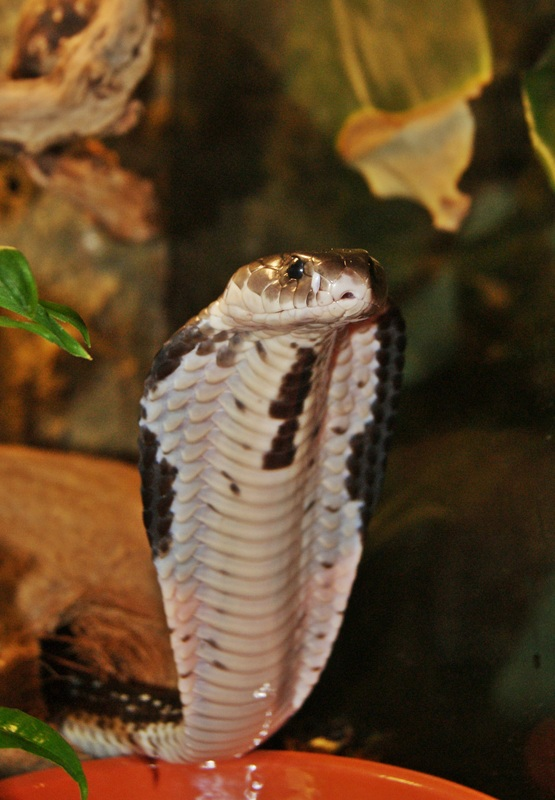
Naja siamensis mit gespreizten Nackenschild

Naja siamensis erreicht bei einem schlanken, aber dennoch kräftigem Körperbau eine Gesamtlänge von 120 bis 150 cm. Der relativ kurze Kopf setzt sich nur wenig vom Hals ab. Die Augen besitzen eine runde Pupille. Der Körper ist oberseits variabel gezeichnet, zumeist schwarz und weiß gesprenkelt. Es sind auch einfarbige Tiere bekannt. Die Bauchseite ist cremefarben und gegebenenfalls dunkel gefleckt. Die Körperschuppen sind glatt. Der Bau der Fangzähne entspricht im Allgemeinen dem aller Giftnattern. Naja siamensis ist eine Speikobra, der Ausgang des Giftkanals im Fangzahn ist nach vorne gebogen sowie kleiner und enger als bei nicht-speienden Kobras. Somit fungiert die Austrittsöffnung als Düse und ermöglicht das Speien des Giftes zum Abschrecken eines Angreifers.

## Vorkommen

Karte des Verbreitungsgebietes von Naja siamensis

Naja siamensis ist in Südostasien in Kambodscha, Laos, Thailand und Vietnam verbreitet. Zu den besiedelten Lebensräumen zählen verschiedenste Habitate der Tiefebenen und Mittelgebirge, unter anderem Wälder und Waldränder. Häufig ist die Art auch als Kulturfolger auf Reisfeldern anzutreffen, was gelegentlich zu Konflikten mit dem Menschen führt. Die siamesische Speikobra wurde auch in Taiwan beobachtet, wo sie offenkundig aufgrund buddhistischen Aberglaubens wiederholt ausgesetzt wurde.

## Lebensweise
Die Siamesische Speikobra pflanzt sich durch Oviparie (eierlegend) fort, wobei ein Gelege bis zu 19 Eier umfassen kann. Zum Beutespektrum der Schlange zählen Kleinsäuger wie Mäuse, Froschlurche sowie andere Reptilien und andere Schlangen. Zumeist ist das Tier tagaktiv und bodenbewohnend.

## Schlangengift
Das Toxingemisch der Siamesischen Speikobra ist äußerst potent, der Giftbiss ist für den Menschen lebensbedrohlich. Das Gift enthält in erster Linie postsynaptische Neurotoxine, die als Antagonisten an peripheren Nikotinrezeptoren wirken, sowie Zytotoxine, die durch Schädigung von Zellwänden zum Absterben von Zellen und Gewebe führen. Die Neurotoxine sind nur nach einem Giftbiss relevant und bewirken Lähmungen, die sich anfänglich durch Ptosis zeigen und bis zur vollständigen Paralyse mit letaler Atemlähmung führen können. Die Zytotoxine bewirken beim Biss mehr oder weniger starke Nekrosen. Gelangt das Giftsekret durch das Speien in die Augen, kann es unter anderem durch die Zytotoxine zu schweren Augenschäden kommen, wenn es nicht sofort mit reichlich Wasser oder einer anderen geeigneten Flüssigkeit ausgespült wird.